# Magnoliàcies

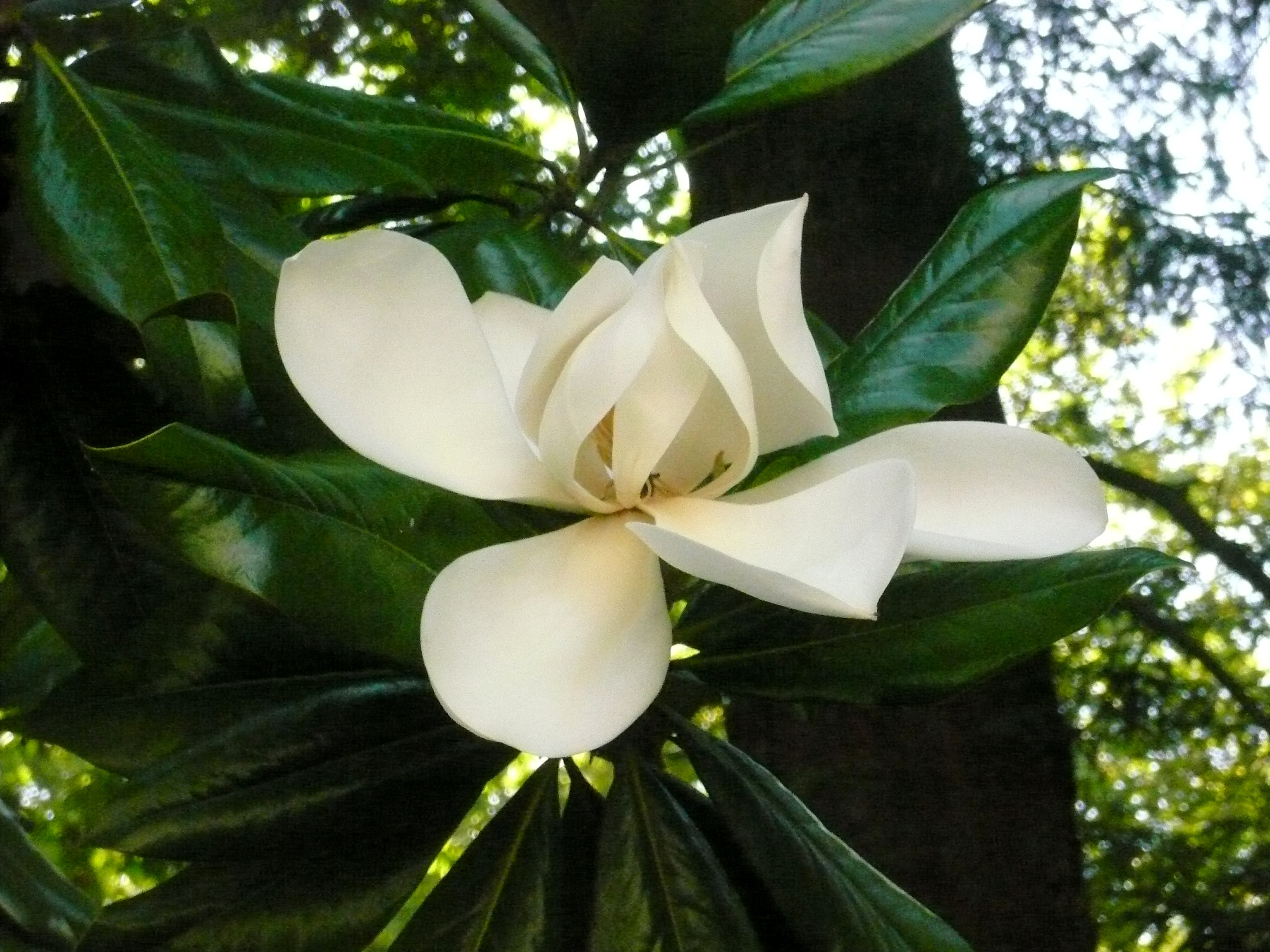
Magnòlia

Les magnoliàcies (Magnoliaceae) són una família de plantes angiospermes de l'ordre de les magnolials (Magnoliales), dins del clade de les magnòlides, un subclade de les mesangiospermes. Conté unes 375 espècies, agrupades en dos gèneres, un d'ells momés conté dues espècies. Inclou espècies natives de l'est d'Amèrica del Nord, Amèrica Central, Amèrica del Sud, el sud-est d'Àsia i Malèsia.

## Descripció
Són arbres o arbusts que poden ser caducifolis o perennifolis, glabres o pubescents, en aquest darrer cas amb pèls simples. Les fulles són simples, disposades en espiral, amb el marge enter o lobulat, amb la nervadura pinnada, peciolades i amb estípules, que inicialment embolcallen la gemma vegetativa i més tard cauen deixant una cicatriu anular al voltant del nus de la fulla. Les flors són habitualment grans, fragants i solitàries, terminals o rarament axil·lars, pedunculades amb una o més bràctees caduques que deixen una cicatriu en caure, sovint fragants, generalment hermafrodites, rarament unisexuals. El periant està disposat en espiral o cíclic, format per tres o més verticils, sovint tres grups de tres, els tèpals, entre 6 i 18, són lliures i imbricats. A l'androceu hi ha nombrosos estams disposats en espiral. Al gineceu l'ovari és súper, el nombre de carpels varia entre un i molts disposats en espiral, són uniloculars i generalment amb dos òvuls, de vegades poden ser nombrosos, amb placentació marginal. El fruit acostumen a ser apocàrpics, de vegades sincàrpics, poden ser carnosos, secs, en forma de baia o de sàmara, habitualment dehiscents.

## Taxonomia
Aquesta família va ser descrita per primer cop l'any 1789, amb el nom de Magnoliae, a l'obra Genera Plantarum del botànic francès Antoine-Laurent de Jussieu (1748 – 1836).

### Gèneres
Dins d'aquesta família es reconeixen els dos gèneres següents:
- Liriodendron L.
- Magnolia Plum. ex L.